# Wout van Bekkum
Wout van Bekkum (Winschoten, 21 mei 1954) is een Nederlandse emeritus hoogleraar Midden-Oostenstudies aan de Rijksuniversiteit Groningen, gespecialiseerd in de Semitische talen en culturen. Hij richt zich met name op de verschillende varianten van de Hebreeuwse taal en Hebreeuwse poëzie uit de late oudheid tot de middeleeuwen.

## Leven en werk
Van Bekkum werd geboren op 21 mei 1954 te Winschoten. Van 1972 tot 1979 studeerde hij Semitische talen en culturen aan de Universiteit van Groningen. Tijdens zijn laatste jaar studie, volgde hij een eenjarig programma aan de Hebrew University of Jerusalem. Na het voltooien van zijn studie, werkte van Bekkum als student-assistent Hebreeuws en Judaeo-Arabisch, waarna hij in 1980 werd aangesteld als assistent-docent Modern Hebreeuws. Deze positie bekleedde hij tot 1986. In dat jaar startte hij als docent Klassiek, Rabbijns, Middeleeuws en Modern Hebreeuws. In 1988 ontving van Bekkum zijn doctorsgraad in Middeleeuws Hebreeuwse poëzie aan de Universiteit van Groningen met zijn proefschrift: The Qedushta'ot of Yehudah according to Genizah Manuscripts. In 2001 werd hij aangesteld als professor Midden-Oostenstudies tot 2020.
In 1996 begon hij, naast zijn werk aan de Universiteit van Groningen, ook als bijzonder hoogleraar Moderne Joodse geschiedenis aan de Universiteit van Amsterdam. Tot 2001 vervulde hij die functie.
Van Bekkum werd in 2003 verkozen tot lid van de Koninklijke Nederlandse Akademie van Wetenschappen. Daarnaast was hij tot 1 december 2022 voorzitter van Stichting J. Gonda-Fonds, dat wetenschappelijk onderzoek naar het Sanskriet, andere klassieke Indische talen, Indische letterkunde en cultuurgeschiedenis ondersteunt.
In 2019 is aan hem een Festschrift uitgereikt tijdens het Medieval Hebrew Poetry Colloquium te Leuven: Joachim Yeshaya, Elisabeth Hollender, Naoya Katsumata (Eds.), The Poet and the World, Festschrift for Wout van Bekkum on the Occasion of his Sixty-Fifth Birthday, Studia Judaica Volume 107, uitgave De Gruyter, Berlijn, 339 pag. Op 24 april 2020 werd hij benoemd tot Officier in de Orde van Oranje-Nassau.

## Publicaties (selectie)[5]
- van Bekkum, W.J. (2023), The Religious Poetry of El'azar ben Ya'aqov ha-Bavli, Baghdad, Thirteenth C., Études sur le Judaïsme Médiéval, Volume 94, Leiden-Boston: Brill.

- van Bekkum, W. J. (2007). The Secular Poetry of El 'azar ben Ya'aqov ha-Bavli. Baghdad, Thirteenth C., on the basis of Firkovicz Manuscript Heb. IIA, 210.1, Études sur le Judaïsme Médiéval, Volume 34, Leiden-Boston: Brill.

- van Bekkum, W. J., & Katsumata, N. (2011). Giving a Diamond, Essays in Honor of Joseph Yahalom on the Occasion of His Seventieth Birthday. (Tome XLIX ed.) Boston: Brill.

- van Bekkum, W. J. (2002). Reconstruction of Yiddish Colloquial in Winschoten. In K. Siewert (Ed.), Aspekte und Ergebnisse der Sondersprachenforschung II (197 - 208). (Sondersprachenforschung; No. 7). Wiesbaden: Harrassowitz.

- van Bekkum, W. J. (2008). Qumran Hymnology and Piyyut: Contrast and Comparison. Revue de Qumran, Numéro 91(Tome 23), 341 - 356.

- van Bekkum, W. J. (2009). Discussing Cultural Influences: Text, Context, and Non-Text in Rabbinic Judaism. Journal of the American Oriental Society, 129(1), 139-141.

- van Bekkum, W. J. (2011). The Future of Ancient Piyyut. In M. Goodman, & P. Alexander (Eds.), Rabbinic Texts and the History of Late-Roman Palestine (217 - 233). Oxford: Oxford University Press.

- van Bekkum, W. J. (2012). Hebrew Poetry. In S. Cushman, & R. Greene (Eds.), The Princeton Encyclopedia of Poetry and Poetics (601 - 610).

- van Bekkum, W. J. (2013). Leopold Zunz and Jewish Hymnology. European Journal of Jewish Studies, 7.2, 187 - 197.

- van Bekkum, W., & Katsumata, N. (2017). Between Convention and Innovation: A Study of Thematic and Literary Features of Three Sedarim for Wayyosha of the tenth and eleventh centuries . Journal of Jewish Studies, 68(2), 324-345.
- van Bekkum, W. J. (1998). Hebrew Poetry from Late Antiquity. Liturgical Poems of Yehudah. Critical Edition with Introduction & Commentary. (vol. 43 ed.) Leiden: Brill.
- van Bekkum, W. J. (1996). Deutung und Bedeuting in der hebraïschen Exegese. Frankfurter Judaistische Beiträge, 23, 1 - 13.